# Johann Christoph Adelung
Johann Christoph Adelung (8. srpna 1732 Spantekow, Pomořansko – 10. září 1806 Drážďany) byl německý jazykovědec, gramatik a lexikograf.

## Dílo
Adelungovo dílo je velmi obsáhlé. Zahrnuje gramatiky, slovníky a studie o jazykovém stylu němčiny, např.:
- Grammatisch-kritisches Wörterbuch der hochdeutschen Mundart (1774–1786)
- Directorium diplomaticum (1802)
- Deutsche Sprachlehre für Schulen (1781)
- časopis Magazin für die deutsche Sprache (1782–1784)

## Externí odkazy

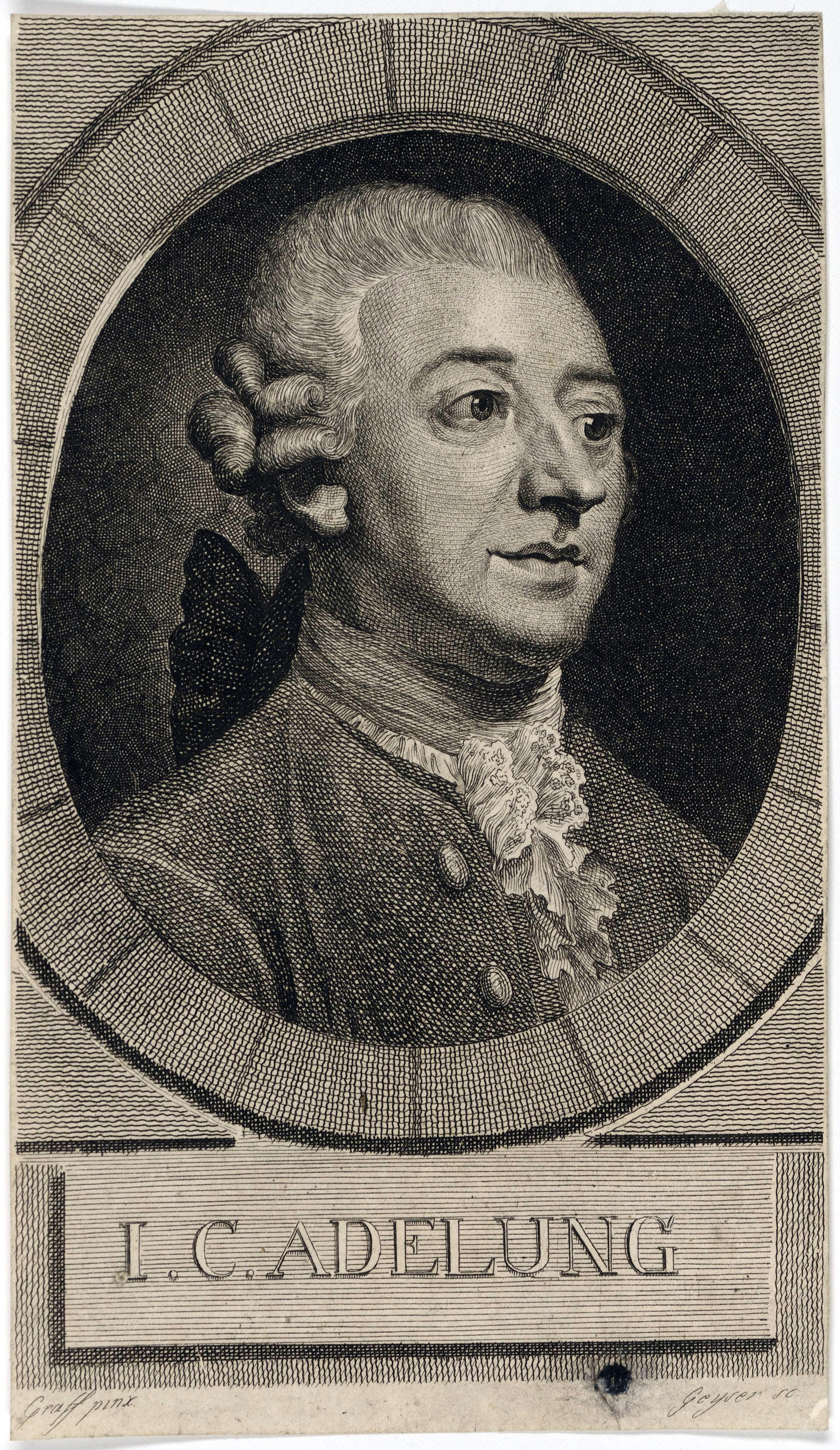
Johann Christoph Adelung na portrétu od Antona Graffa